# Ayr
Ayr este un oraș din regiunea Ayrshire, Scoția.

## Sporturi

### Curse de cai
Ayr este un oraș cunoscut pentru cursele de cai.

### Fotbal
În acest oraș este de asemenea o echipă de fotbal numită Ayr United FC.

### Rugby
Rugbyul este și el dezvoltat, prin echipa Ayr RFC.

## Persoane notabile
- William D. Brackenridge, botanist
- Robert Burns, cântăreț și compozitor
- Gavin Gordon, cântăreț și compozitor
- Shaykh Abdalqadir as-Sufi, născut la Ayr ca Ian Dallas
- Rikki Chamberlain, actor
- William Dalrymple, politician
- Sydney Devine, cântăreț
- Karen Dunbar, comic
- Drew McIntyre, wrestler
- Kirsty Hume, model
- William Maclure, geolog
- Rhona Martin, atletă
- John Loudon McAdam, om de știință
- Alan McInally, fost fotbalist, acum în showbiz
- Thomas McIlwraith, premier
- Lee McKenzie, reporter
- Glen Michael, prezentator
- Stuart Murdoch, cântăreț și compozitor
- Sir David Murray, fost patron al  Rangers
- Simon Neil, chitarist
- Neil Oliver, prezentator
- Alan Reid, politician
- Mike Scott, cântăreț și compozitor
- Sir John Wallace, șerif și erou din bătălia de la Sark
- Stephen Junior Miller, autor

## Orașe înfrățite
- Saint-Germain-en-Laye,  Franța
- Île-de-France,  Franța

1. ↑   http://www.fallingrain.com/world/UK/W4/Ayr.html Lipsește sau este vid: |title= (ajutor)